# M54 (vrachtwagen)
De M54 is een vrachtwagenfamilie ontwikkeld door en voor de United States Army. De vrachtwagen valt in de zware gewichtsklasse. Hoewel de vrachtwagen ontwikkeld is door de United States Army wordt hij geproduceerd door General Motors en Kaiser Motors. De vrachtwagen kan 5 ton aan gewicht offroad vervoeren.

## Gebruikers
- Egypte
- Israël
- Libanon
- Thailand
- Turkije
- Verenigde Staten